# Jeremy Ratchford
Jeremy Ratchford  (ur. 6 sierpnia 1965 w Kitchener) – kanadyjski aktor, występował w roli detektywa Nicka Very w amerykańskim serialu CBS Dowody zbrodni.

## Filmografia

### Filmy kinowe
- Junior (1985) jako Junior
- Łatwy łup  (Easy Prey, 1986) jako Billy
- Być znowu młodym  (Young Again, 1986) jako Ted
- Bez zastrzeżeń  (As Is, 1986) jako klient
- The Prodigious Mr. Hickey (1987) jako Charley De Soto
- Krótkie spięcie 2  (Short Circuit 2, 1988) jako Bill
- Bal maturalny III: Ostatni pocałunek  (Prom Night III: The Last Kiss, 1989) jako Leonard Welsh
- The Events Leading Up to My Death (1991) jako strażak
- A Savage Christmas: The Fall of Hong Kong (1992) jako Fred Reich
- Bez przebaczenia  (Unforgiven, 1992) jako zastępca szeryfa Andy Russel
- Small Gifts (1994) jako Evan
- Dopaść Gottiego  (Getting Gotti, 1994) jako Harvey Sanders
- The Shamrock Conspiracy (1995) jako Johnny McQueen
- Gdzie są pieniądze, Noreen?  (Where’s the Money, Noreen?, 1995) jako Satterfield
- Generation X (1996) jako Sean Cassidy / Banshee
- Droga do domu  (Fly Away Home, 1996) jako oficer DNR
- Zakładniczki (Home Invasion (I), 1997) jako Raymond
- Błękitne hełmy  (Peacekeepers, 1997) jako sierżant Conrad Bitner
- Wyścig o życie (Blacktop, 2000) jako mechanik
- Oczy anioła  (Angel Eyes, 2001) jako Ray Micigliano
- The Barber (2001) jako szef Vance Corgan
- Miłosne gierki (Leatherheads, 2008) jako Eddie

### Seriale TV
- Night Heat (1985–1991) jako Doyle (gościnnie)
- Alfred Hitchcock przedstawia (1985–1989) jako Tom (gościnnie, 1988)
- Katts and Dog (gościnnie, 1988–1991)
- Wojna światów  (War of the Worlds, 1988–1990) jako student (gościnnie)
- Counterstrike (1990–1993) jako Jeremy (gościnnie)
- Beyond Reality (1991–1993) jako (gościnnie, 1992)
- Nowojorscy gliniarze  (NYPD Blue, 1993–2005) jako Darryl Marquette (gościnnie)
- Matrix (1993) jako Eddie Mayberry (gościnnie)
- Lonesome Dove: The Series (1994) jako Travis (gościnnie)
- RoboCop (1994–1995) jako J.J. Biddle (gościnnie)
- TekWar (1995–1996) jako Logan (gościnnie)
- Po tamtej stronie  (The Outer Limits, 1995–2002) jako sierżant Adam Sears (gościnnie, 1998)
- JAG – Wojskowe Biuro Śledcze  (JAG, 1995–2005) jako Lewis Beecham (gościnnie)
- Gliniarz z dżungli  (The Sentinel, 1996–1999) jako Artie Parkman (gościnnie)
- Kancelaria adwokacka  (The Practice, 1997–2004) jako Gibbons (gościnnie)
- Buffy: Postrach wampirów  (Buffy the Vampire Slayer, 1997–2003) jako Lyle Gorch (gościnnie)
- CSI: Kryminalne zagadki Las Vegas  (CSI: Crime Scene Investigation, 2000) jako Tommy Sconzo (gościnnie, 2002)
- Oblicza zbrodni  (Blue Murder, 2001–2004) jako Jack Pogue
- Dowody zbrodni  (Cold Case, 2003) jako Nick Vera
- Czas Komanczów  (Comanche Moon, 2008) jako Charlie Goodnight